# 垂見宿禰
垂見宿禰（たるみのすくね、生没年不詳）は、古代日本の豪族・葛城国造の一人。

## 概要
『古事記』の開化記に葛城之垂見宿禰として登場し、娘の鸇比売命が開化天皇の妃となって建豊波豆羅和気王を生んだとされる。